# Motorola ROKR E2
Motorola ROKR E2 — мобильный телефон второго поколения фирмы Motorola.
Анонсирован в январе 2006 года в Гонконге на конференции Music Matters. Уникальной особенностью аппарата являются боковые клавиши управления плеером. Распространяется в трёх цветовых решениях — в белом корпусе, в чёрном и в чёрном с оранжевыми боковыми вставками.
| Общие характеристики                                                                     | Общие характеристики |
| ---------------------------------------------------------------------------------------- | --- |
| Диапазоны частот                                                                         | GSM 850, GSM 900, GSM 1800, GSM 1900 |
| Тип корпуса                                                                              | классический |
| Конструкция                                                                              | джойстик |
| Антенна                                                                                  | встроенная |
| Вес                                                                                      | 101 г |
| Размеры                                                                                  | 102x46,5x18 мм |
| Звонки                                                                                   | |
| Тип мелодий                                                                              | 32-голосная полифония, MP3-мелодии |
| Число мелодий                                                                            | 32 |
| Виброзвонок                                                                              | есть |
| Редактор мелодий                                                                         | есть |
| Связь                                                                                    | |
| Интерфейсы                                                                               | USB2.0, Bluetooth с поддержкой A2DP |
| Доступ в интернет                                                                        | WAP 2.0, GPRS, POP/SMTP-клиент |
| Модем                                                                                    | есть |
| Синхронизация с компьютером                                                              | есть |
| Сообщения                                                                                | |
| Дополнительные функции SMS                                                               | ввод текста со словарем, шаблоны сообщений |
| MMS                                                                                      | есть |
| EMS                                                                                      | есть |
| Другие функции                                                                           | |
| Громкая связь(встроенный динамик)                                                        | есть |
| Управление                                                                               | голосовой набор, голосовое управление |
| Автодозвон                                                                               | есть |
| Звуковая индикация времени разговора                                                     | есть |
| Режимы кодирования звука HR, FR, EFR                                                     | есть |
| Экран                                                                                    | |
| Тип экрана                                                                               | цветной TFT экран, 262144 цветов |
| Размер изображения                                                                       | 240x320 пикс. |
| Русификация                                                                              | есть |
| Индикация                                                                                | стоимости разговора, времени разговора |
| Мультимедийные возможности                                                               | |
| Встроенная фотокамера\|1280x1024\|(1.30 млн пикс.), цифровой Zoom 4x, встроенная вспышка | |
| Запись видеороликов                                                                      | есть |
| Игры                                                                                     | есть |
| Java-приложения                                                                          | есть |
| Объём встроенной памяти                                                                  | 32 МБ, доступно пользователю 10 МБ |
| Тип карты памяти                                                                         | SD |
| Питание                                                                                  | |
| Тип аккумулятора                                                                         | Li-Ion |
| Ёмкость аккумулятора                                                                     | 850 мАч |
| Время разговора                                                                          | 8,5 ч. |
| Время ожидания                                                                           | 240 ч. |
| Время заряда                                                                             | 2,3 ч. |
| Записная книжка и органайзер                                                             | |
| Записная книжка в аппарате                                                               | 1000 номеров |
| Органайзер                                                                               | будильник, калькулятор, планировщик задач |
| Дополнительная информация                                                                | |
| Операционная система                                                                     | JIUX (Java+Linux) с оболочкой Chameleon |
| Процессор                                                                                | Intel XScale PXA270, работающий на частоте 208 МГц |
| Комплектация                                                                             | телефон, аккумулятор, зарядное устройство, Съемная карта пямяти SD 128 МБ,USB-CE Bus кабель, два диска ПО, проводная стереогранитура, инструкция        |
| Особенности                                                                              | фотоАОН; Браузер Opera®; iRadio (iTunes); Motorola Synergy v.2; поддержка стерео FM-радио через стерео FM-радио гарнитуру (аксессуар) 3,5mm аудиоразъем |

## Похожие модели
- Motorola ROKR E3
- Motorola ROKR Z6
- Nokia 3250
- Sony Ericsson W880i